# Dimitrije Bačević
Dimitrije Bačević (en serbe cyrillique : Димитрије Бачевић ; né au début du XVIIIe siècle - mort en 1770 à Sremski Karlovci) était un peintre serbe.

## Œuvres

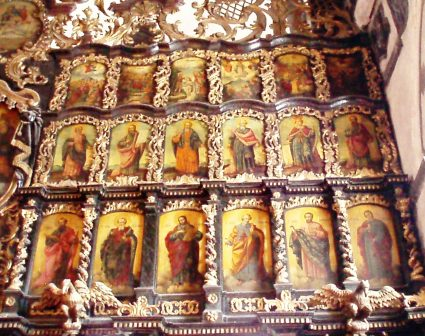
L'iconostase de l'église Saint-Nicolas de Zemun (détail)

Spécialisé dans la peinture d'icônes, Dimitrije Bačević fut l'un des peintres baroques les plus importants de son époque en Serbie. Il a notamment peint l'iconostase de l'église Saint-Nicolas de Zemun à partir de 1762,. Dans les années 1757-1768, en collaboration avec Janko Halkozović et Teodor Kračun, il a travaillé à l'iconostase de l'église du monastère de Beočin ; il a également peint l'autel baroque de l'église du monastère de Jazak (1769).
On lui doit l'iconostase de l'église de la Présentation-du-Christ-au-Temple de Krušedol, peinte en 1763, probablement avec la collaboration de Teodor Kračun. Il avait également peint une icône des Saints pour le monastère de Bešenovo et mentionnée dans un recensement de 1783 ; en revanche, le monastère a été détruit par nazis pendant la Seconde Guerre mondiale. Un triptyque, aujourd'hui conservé dans l'église de la l'Ascension de Bukovac, lui est attribué.
Parmi ses œuvres les plus connues, on peut signaler un Saint-Jean Baptiste, conservé au monastère de Kovilj, les portes royales de l'église du monastère de Jazak, et le Couronnement de la Mère de Dieu, conservé dans l'église des Saints-Apôtres de Sarajevo.

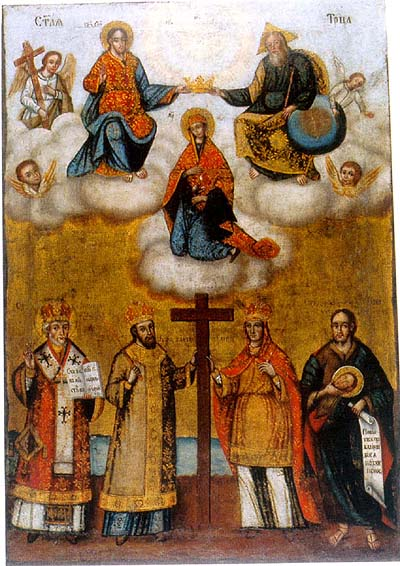
Le Couronnement de la Mère de Dieu, 1770

En dehors des églises et des monastères, on trouve de ses œuvres au Musée national de Belgrade ou encore au Musée de l'Église orthodoxe serbe.